# Grogol Petamburan
Grogol Petamburan is een onderdistrict (kecamatan) van Jakarta Barat in het westen van Jakarta, Indonesië.

## Verdere onderverdeling
Het onderdistrict Grogol Petamburan is verdeeld in 7 kelurahan:
1. Tomang - postcode 11440
2. Grogol - postcode 11450
3. Jelambar - postcode 11460
4. Jelambar Baru - postcode 11460
5. Wijaya Kesuma - postcode 11460
6. Tanjung Duren Utara - postcode 11470
7. Tanjung Duren Selatan - postcode 11470

## Bezienswaardigheden
In Grogol Petamburan bevinden zich een aantal grote winkelcentra, waaronder:
- Ciputra Shopping Mall
- Mal Taman Anggrek

Ook zijn er verschillende universiteiten te vinden waaronder:
- Tarumanegara University
- Trisakti University